# Джоні Ернст
Джоні Кей Ернст, до шлюбу Калвер (англ. Joni Kay Ernst; нар. 1 липня 1970, Ред Оук, Айова) — американська політична діячка з Республіканської партії. Сенаторка США з січня 2015. Перша жінка, яка представляє Айову у Конгресі США і перша жінка-ветеранка у Сенаті США.

## Життєпис
1992 року здобула ступінь бакалавра в Університеті штату Айова, 1995-го також ступінь магістра державного управління в Колумбус-коледжі, штат Джорджія.
Аудиторка округу Монтгомері з 2005 по 2011. Раніше була членкинею Сенату Айови з 2011 по 2014, а також підполковницею Національної гвардії штату. Різко критикуючи президента Барака Обаму, вона була охарактеризована як надійна союзниця президента Дональда Трампа, і її вважали можливою кандидаткою на виборах у 2016 році. У листопаді 2018 року Ернст була обрана віцеголовою Республіканської конференції Сенату. Вона була переобрана у 2020 році, перемігши кандидатку від Демократичної партії Терезу Грінфілд на 6,6 пунктів.